# Hunted Down
Hunted Down è un singolo del gruppo rock statunitense Soundgarden, pubblicato nel 1987 ed estratto dall'EP Screaming Life.
La canzone è stata scritta da Chris Cornell e Kim Thayil e registrata a Seattle.

## Tracce
1. Hunted Down – 2:42
2. Nothing to Say – 3:56